# Charles Cousin-Montauban

Charles Guillaume Marie Appollinaire Antoine Cousin Montauban, conte di Palikao (Parigi, 24 giugno 1796 – Versailles, 8 gennaio 1878) è stato un politico e militare francese.

## Biografia
Entrato nell'esercito nel 1815, nel 1823 partecipò alla spedizione in Spagna tesa alla restaurazione sul trono di Ferdinando VII. Servì in Algeria dal 1831 al 1857 e ottenuta una rapida promozione, fu nominato generale di divisione nel 1855. Dal 1857 al 1860 svolse vari incarichi in Francia, prima di essere inviato in Cina nel 1860 al comando delle truppe francesi nella campagna congiunta anglo-francese avente l'obbiettivo di costringere i cinesi a rispettare il trattato di Tientsin del 1858. In questa veste sconfisse una grossa forza cinese a Pa-li-ch'iao (in francese Palikao), presso Pechino, il 21 settembre ed entrò nella capitale cinese il 12 ottobre.
Il suo nome fu coinvolto tra quello dei responsabili del saccheggio e dell'incendio dei palazzi d'estate al di fuori di Pechino, fatti che suscitarono grossa indignazione in tutto il mondo, messi in atto dalle sue stesse truppe. Egli tuttavia conservò ampia fama in patria e ottenne la nomina a senatore in dicembre e il titolo di Conte di Palikao nel 1862, conferitogli da Napoleone III.
Dopo lo scoppio della guerra franco-tedesca il 19 luglio del 1870, Palikao fu designato primo ministro dalla reggente imperatrice Eugenia il 9 agosto 1870, a seguito delle dimissioni di Émile Ollivier, giunte all'indomani dell'insuccesso francese presso Woerth. Il suo governo, che durò meno di un mese, fu testimone della caduta del Secondo Impero.
Palikao fece pesare il proprio ruolo politico sulle personalità militari nel corso del conflitto: con la sua influenza poté costringere il maresciallo di Francia Patrice de Mac-Mahon, al comando dell'Armata di Châlons, ad operare un rischioso ricongiungimento con l'altra armata in cui era diviso l'esercito francese, quella di François Achille Bazaine, costretta all'interno di Metz dall'accerchiamento prussiano. Il primo ministro spiegò a Mac-Mahon che la sua strategia fu dettata dal timore dello scoppio della rivoluzione a Parigi. Essa si sarebbe potuta verificare qualora l'armata francese avesse realizzato un arretramento su Parigi e avesse abbandonato Bazaine al proprio destino. La decisione del capo dell'esecutivo imperiale avrà effetti nefasti sull'esito della guerra e provocherà il successivo attanagliamento delle forze di Mac-Mahon. Montauban sarà spodestato dalla rivoluzione repubblicana del 4 settembre, seguita alla definitiva sconfitta a Sedan delle forze francesi, che condusse alla creazione della terza repubblica francese. In fuga verso il Belgio, si ritirò a vita privata.